# Premaligne
Premaligne is een benaming uit de geneeskunde. Het duidt aan dat een bepaalde afwijking niet kwaadaardig (maligne) is, maar ook niet helemaal goedaardig (benigne). Het wordt vooral gebruikt als term voor voorstadia van kanker: de cellen in de betreffende afwijking vertonen allerlei kenmerken die kankercellen ook vertonen, maar slechts in beperkte mate. Vaak worden premaligne aandoeningen behandeld, om te voorkómen dat er kanker uit ontstaat.
De termen voorstadium en premaligne suggereren een vastliggende ontwikkeling, maar dat moet genuanceerd worden: premaligne afwijkingen worden zeker niet altijd maligne. Virusinfecties (zoals het humaan papillomavirus, HPV) kunnen de cellen namelijk een afwijkend uiterlijk geven, terwijl het virus vaak na enige tijd door het afweersysteem wordt herkend en opgeruimd. Daarmee verdwijnt dan ook weer de afwijking.

## Carcinoma in situ
Een kanker die niet in omliggende weefsels doorgroeit maar verder wel alle maligne kenmerken vertoont, wordt carcinoma in situ genoemd. Dit zou als een (ernstige) premaligne afwijking beschouwd kunnen worden, maar meestal wordt dit als maligne beschouwd.

## Voorbeelden
- Keratosis actinica van de huid: voorstadium van plaveiselcelcarcinoom.
- Cervicale intra-epitheliale neoplasie (CIN): afwijkingen van de baarmoedermond.
- Vulvaire intra-epitheliale neoplasie (VIN): door HPV veroorzaakte afwijkingen van de vulva.